# Angoville-au-Plain
Angoville-au-Plain település Franciaországban, Manche megyében. Lakosainak száma 101 fő (2018. január 1.). Angoville-au-Plain Blosville, Brévands, Hiesville, Houesville, Saint-Côme-du-Mont és Vierville községekkel határos.

## Népesség
A település népességének változása:
| Lakosok száma | 97   | 81   | 44   | 44   | 53   | 46   | 52   | 66   | 101  | 101  |
|               | 1962 | 1968 | 1982 | 1990 | 1999 | 2008 | 2011 | 2013 | 2017 | 2018 |